# Reine Pédauque
Pour les articles homonymes, voir Reine Pédauque (homonymie).
Pour le terme péjoratif désignant des homosexuels, voir Pédoque.
 (mars 2010).

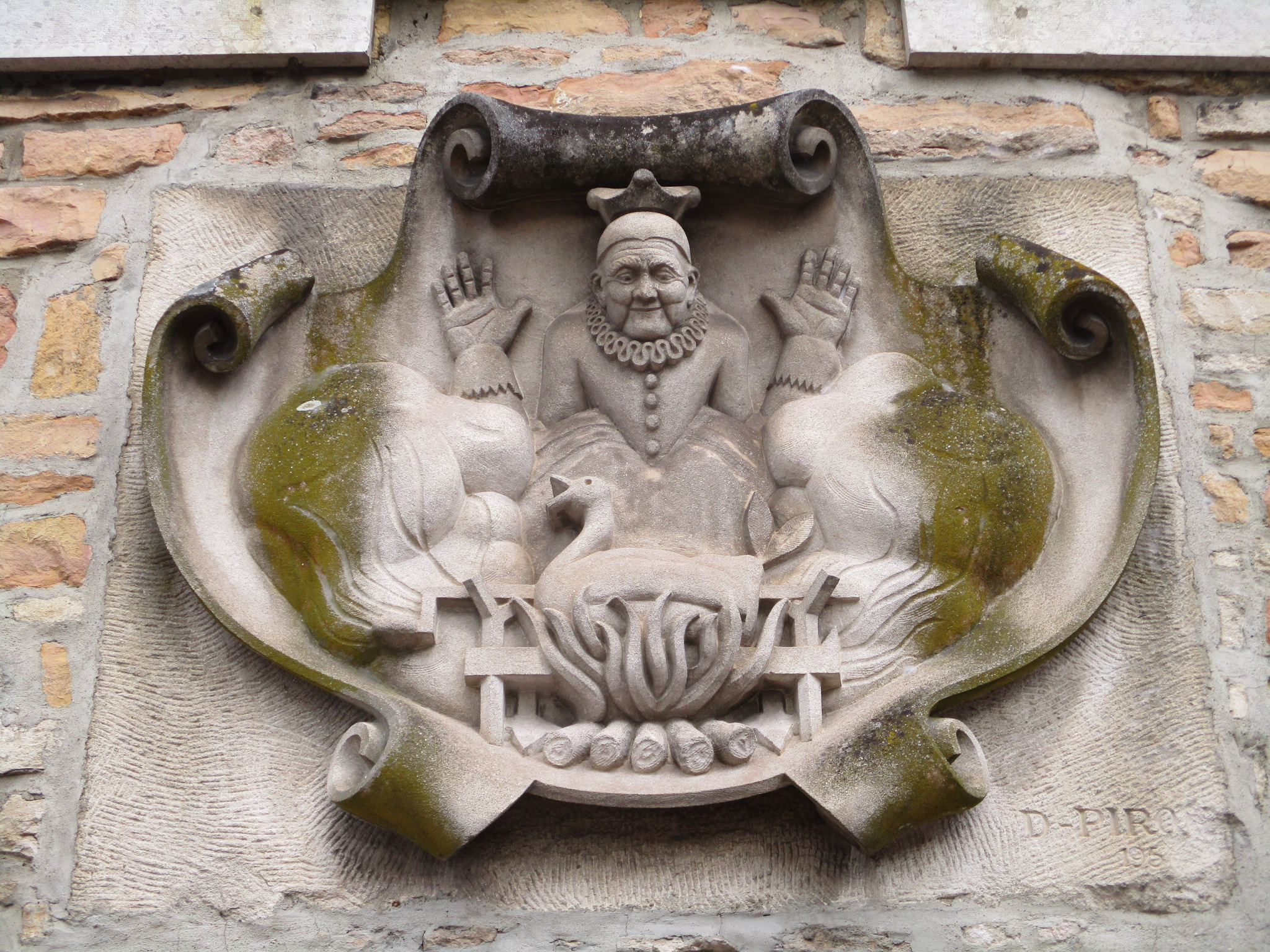
La Reine Pédauque représentée sur les remparts de Beaune (Bourgogne).

La reine Pédauque est une reine mythique qui trouverait son origine dans la ville de Toulouse à l'époque où elle était capitale du royaume wisigoth (de 413 à 508). Elle se caractérise par un pied d'oie, d'où son nom : « pè d'auca » en occitan signifie « pied d'oie » ; l'étymologie attribuée par d'autres sources au bas-latin, est tout aussi probable, « pes aucæ ». Des reines pédauques, de diverses origines et significations, sont sculptées sur les portails de plusieurs églises de France.

## Le pied d’oie
Le pied d'oie est une particularité que tout personnage « pédauque » partage avec de nombreuses personnalités historiques voire mythiques : 
- des nobles, comme Bertrade de Laon, plus connue sous le nom de Berthe au grand pied ;
- d'autre part, des roturières souvent canonisées: sainte Isbergue en Artois, sainte Néomoise ou Néomaye dans le centre de la France, sainte Énimie dans les gorges du Tarn.

Miraculeusement marquées de ce signe ou frappées par la lèpre, elles échappent ainsi aux assiduités d'un poursuivant. 
La patte d'oie était la marque distinctive des lépreux au début du Moyen Âge et, plus tard, des cagots du sud de la France. En effet, cette maladie entraînait des altérations cutanées susceptibles de faire penser à la peau des pattes de palmipèdes.

## La reine Pédauque de Toulouse

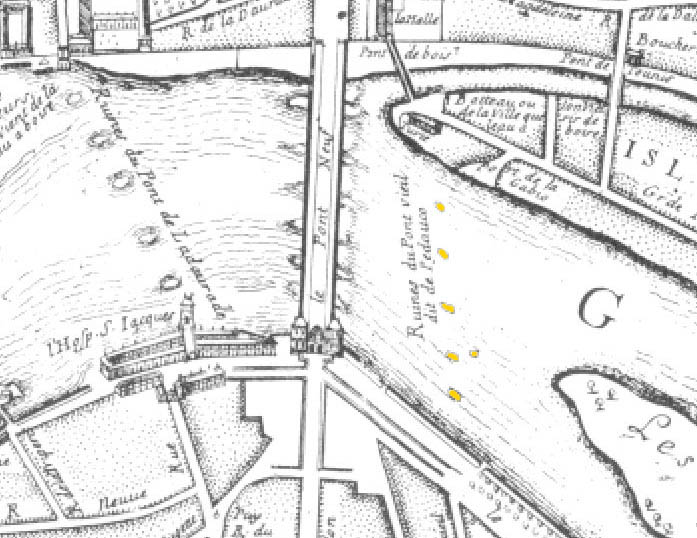
Détail du plan de Toulouse par Albert Jouvin de Rochefort (1680), le seul plan montrant les restes du pont vieil dit de Pédauque (ici marqués en jaune).

Les premiers textes anciens qui l'évoquent, à l'époque de la Renaissance, font état d'une « fille de Marcellus, cinquième roi de Toulouse, nommée Austris ». Selon Nicolas Bertrand (de Tolosanum Gestis publié en 1515), Austris était pleine de douceur, de modestie et de bonté. « Dieu ne voulut pas qu'une créature aussi vertueuse embrassât le culte païen, aussi lui envoya-t-il une lèpre hideuse ». Cachant sa maladie, Austris se tourna vers l'enseignement des saints Saturnin[Lequel ?], Martial et Antonin d'Apamée (ou Antonin de Pamiers). Baptisée, elle guérit, mais cacha aussi sa guérison. Bertrand raconte que le roi son père lui fit construire au quartier dit la Peyralade, un magnifique palais dont une salle, dite bains de la reine, était directement approvisionnée en eau par un aqueduc. Le personnage de la reine Pédauque était, semble-t-il, connu des Toulousains depuis très longtemps, en ce début du XVIe siècle.
Antoine Noguier, un autre historien toulousain, ajoute aux récits de son prédécesseur une description des bains de la reine Pédauque. Il raconte que le roi Marcellus capta une source dans l'actuel quartier Saint-Cyprien, puis fit bâtir un aqueduc pour amener ses eaux jusqu'à son palais. Il conclut en disant que Marcellus et Austris, qui est probablement la régine Pedauco, sont des personnages mythiques. Aucun Marcellus ne figure parmi les rois wisigoths de Toulouse, mais il pourrait être antérieur à leur arrivée (la chronologie est extrêmement douteuse, les trois saints cités n'étant pas contemporains).
La source et l'aqueduc, aujourd'hui disparus, sont bien connus : l'aqueduc de Lardenne et le pont-aqueduc ou Pont Vieux. Un ensemble hydraulique (captage de sources et thermes), non loin du trajet de l'aqueduc, mais vraisemblablement indépendant, dont des vestiges subsistèrent jusqu'en 1834, s'appelait les « bains de la Régine », et plus tard « bains de la Régine Pédauque » (banhs de la regina Pedauca). Le nom gagna l'ensemble du dispositif : on parla alors de l'aqueduc de la reine Pédauque, et le pont-aqueduc qui traversait la Garonne devint le pont de la Reine Pédauque.
En 1621, l'abbé Chabanel, curé de la Daurade, publie une histoire de la Daurade dans laquelle il présente la reine Pédauque comme l'épouse de Théodoric III (ou Théodoric II ? car il n' y a pas eu de Théodoric III), Ragnachilde, arguant du fait qu'elle aimait prendre des bains, et que son sarcophage portait également des dessins de pieds d’oie (qui sont en fait des plis de tentures),.
En 1718, on fit procéder à l'examen d'un tombeau de marbre, découvert dans l'ancien cimetière des Comtes, devenu cimetière communal de la Daurade (proche de l'emplacement de l'ancien palais des rois wisigoths) ; ce tombeau était supposé être celui de la princesse Austris. Les archéologues relevèrent « assez distinctement sur le haut un pied d'oyson de chaque côté ». Ce sont toujours les plis de deux tentures.
Une légende dit que la reine Pédauque possédait une quenouille merveilleuse, qui ne s'épuisait jamais, lui permettant de filer sans cesse. Frédéric Mistral (Trésor du Félibrige) cite Rabelais, donnant comme juron toulousain « par la quenouille de la reine Pédauque ». Rabelais, décrivant des adversaires aux pieds larges : « et estoient largement pattez, comme sont des Oyes, et comme jadis à Tholose les portoit la royne Pedaucque ». Mistral cite un autre dicton : « du temps que la reine Pédauque filait », pour parler du « vieux temps ». Mais il cite aussi « du temps que Berthe filait », évoquant Berthe, épouse de Boson, comte d'Arles au Xe siècle. D'autre part, le filage est une des activités des bergères, saintes ou pas, et la quenouille leur attribut principal.

## La reine Pédauque «historique»
Selon l'historienne Renée Mussot-Goulard, Pédauque est une princesse wisigothe, de la dynastie des Balthes, fille d'Alaric Ier, sœur du roi des Wisigoths Wallia et de la princesse Pélagie (femme du Comte Boniface puis d'Aetius). Elle est l'épouse de Théodoric Ier, roi des Wisigoths et lui donne deux fils Thorismond et Théodoric II, à leur tour rois des Wisigoths.
Il faut reconnaître dans le roi Marcellus des textes anciens, une allusion au dieu Mars qui est une constante des fondements de la royauté tervinge et que l'on retrouve jusque dans les chants des guerriers. Il s'agirait donc d'une allusion au roi Alaric Ier, identifié à Mars. Même si tous les rois balthes seront qualifiés par les chroniqueurs contemporains, de Mars, comme Euric par Sidoine Apollinaire.
Sa réputation de reine aux pieds palmés serait une mauvaise interprétation de son nom. Elle était homéenne de religion, donc hérétique pour les catholiques qui conteront son histoire, et le dessin du pied palmé étant un signe distinctif du Moyen Âge pour désigner les exclus ou les marginaux, cette particularité corporelle lui serait ajoutée à tort.

## Les «reines Berthe» et autres reines Pédauque non toulousaines
La figure de la reine Pédauque liée à plusieurs personnages portant le nom de Berthe semble à l'évidence une référence à la divinité germanique Perchta équivalent de Holda ou de la déesse scandinave Freyja [réf. souhaitée]. Dans les pays alpins de tradition germanique (Souabe, Bavière, Autriche, Suisse, Alsace…), Perchta est une déesse d'apparences variables, parfois très belle, blanche comme la neige, ou franchement horrible, toujours dotée d'un pied d'oie ou de cygne, et souvent en train de filer, principalement pendant les douze jours d'hiver entre Noël et l'Épiphanie (selon la terminologie chrétienne à laquelle la tradition s'est adaptée). Son nom signifiant « brillante » ou « lumière », elle est souvent représentée par sainte Lucie. 
Berthe de Souabe, dite la Filandière ou la reine fileuse, apparaît ainsi comme une personnification directe de Perchta.
Jean-Baptiste Bullet, théologien de l'Université de Besançon, échappe le premier à la sphère toulousaine. Il raconte que Robert II, Robert « le Pieux », roi de France, ayant épousé en 995 sa cousine Berthe de Bourgogne, fut excommunié par le pape Grégoire V. Il finit par la répudier. Mais entretemps, la légende dit que Berthe aurait mis au monde un fils doté non pas d'un pied, mais d'une tête et d'un cou d'oie : signe de malédiction du Ciel ? Robert étant le protecteur de l'abbaye de Saint-Bénigne de Dijon, il y fut représenté en statue, vis-à-vis d'une statue « de la reine Pédauque ». Pour justifier de la forte réputation de son nom à Toulouse, Bullet imagine une explication quelque peu forcée, où Constance d'Arles, la nouvelle épouse de Robert, cherche à tout prix à discréditer Berthe. C'est lors d'un passage qu'elle fait à Toulouse que Constance aurait baptisé « reine Pédauque » ce qui n'était qu'un pont anonyme.
Il y avait avant elle, chronologiquement, une autre « Berthe », Bertrade de Laon, épouse de Pépin le Bref. Mais sa légende est forgée tardivement, vers 1275, par le trouvère Adenet le Roi : selon lui, Berthe de Hongrie, qui a un « grand pied » (ou un pied-bot ?) doit épouser Pépin le Bref, mais au cours du voyage vers la France, sa suivante, qui lui ressemble étonnamment, la séquestre, se fait passer pour elle, et épouse le roi. Ce n'est qu'au bout de plusieurs années que Berthe fera éclater la vérité, son pied attestant de sa vraie identité. Selon la croyance de l’époque, Pépin avait déjà une épouse, qu'il répudia quand il fit venir Berthe auprès de lui. Le roman d'Adenet donnait une légitimité à l'union de Pépin et de Berthe, donc à Charlemagne.
Aux XVIIe et XVIIIe siècles, des érudits rivalisent dans les hypothèses. Le Père Mabillon, ainsi que le Père Montfaucon, penchent pour Clotilde, épouse de Clovis. L'abbé Lebeuf propose la reine de Saba, à qui Salomon aurait concédé qu'elle était une des plus belles femmes du monde, mais que « ses pieds n'y répondaient guère ».

## Le signe du pied difforme: les saintes lépreuses
La première sainte gratifiée de cette marque est immédiatement dans la lignée de Berthe au grand pied, puisqu'il s'agit de sa propre fille sainte Isbergue, ou Ybergue, ou encore Gisèle, donc fille de Pépin le Bref et sœur de Charlemagne. Destinée à être mariée au fils du roi d'Angleterre, elle préféra suivre sa vocation religieuse et l'enseignement de saint Venant. Une lèpre soudaine vint lui couvrir le corps, mettant fin aux projets matrimoniaux, mais dans sa colère le prince anglais fit décapiter Venant. Dans la commune d'Isbergues (Pas-de-Calais), on venait prier la sainte pour guérir les maladies de peau et des yeux, à la source que saint Venant aurait fait jaillir, et qui aurait guéri Isbergue.
À partir de là, cette situation se reproduit, avec diverses variantes, pour de nombreuses saintes :
- Sainte Néomoise, ou Néomaye, ou Néomoye, bergère et fileuse, mais issue d'une famille noble, convoitée par un homme, obtient un pied d'oie dont la vue fait reculer le prétendant ;
- Sainte Énimie, princesse mérovingienne, sœur de Dagobert Ier, est atteinte de la lèpre envoyée par Dieu pour l'écarter elle aussi d'un hymen non désiré. Elle en est guérie miraculeusement en se baignant dans une fontaine, dans le village de la Lozère qui porte aujourd'hui son nom. Elle s'y installe définitivement, fonde un couvent, combat le Drac, un monstre diabolique…

## Hypothèses
Le thème de la Reine Pédauque réunit plusieurs constantes : il s'agit d'une femme d'origine noble ou aristocratique, atteinte soit par la lèpre, soit ayant un pied palmé comme celui d'une oie, et souvent liée au thème de l'eau (les bains et l'aqueduc, les diverses fontaines et sources miraculeuses). Les divers exégètes ne se sont pas fait faute de trouver des explications plus au moins ingénieuses. La reine Pédauque aurait été une excellente nageuse, qui utilisait l'aqueduc pour aller et venir d'une rive à l'autre de la Garonne. Seul son amour immodéré des bains aurait justifié le surnom de pè d'auca. Pour d'autres, plus récents, pè d'auca est le sobriquet d'une personne boiteuse. La confusion serait alors venue d'une représentation symbolique de la boiterie, dans la statuaire, par un pied d'oie. Représentation qui aurait été prise « au pied de la lettre ». Mais on sait que ce genre d'argumentation ne résiste pas à l'analyse : le terme existait bien avant toute représentation visuelle.
L'influence de la Perchta germanique, fileuse au pied d'oie, ou du moins une préfiguration de celle-ci, qui aurait été apportée par les Wisigoths, sur les variations autour de la reine Pédauque, peut être envisagée.

## Pédauque en littérature
La royne Pedaucque est citée par François Rabelais (Quart Livre, ch. 41).
Dans son roman La Rôtisserie de la reine Pédauque, Anatole France résume assez bien la diversité des aspects de ce personnage : « [Les savants] ont reconnu Ma Mère l'Oie dans cette reine Pédauque que les maîtres imagiers représentèrent sur le portail de Sainte-Marie de Nesles dans le diocèse de Troyes, sur le portail de Sainte-Bénigne de Dijon, sur le portail de Saint-Pourçain en Auvergne et de Saint-Pierre de Nevers. Ils ont identifié Ma Mère l'Oie à la reine Bertrade, femme et commère du roi Robert ; à la reine Berthe au grand pied, mère de Charlemagne ; à la reine de Saba, qui, étant idolâtre, avait le pied fourchu ; à Freya au pied de cygne, la plus belle des déesses scandinaves ; à sainte Lucie, dont le nom était lumière. Mais c'est chercher bien loin et s'amuser à se perdre ».
La Rôtisserie de la reine Pédauque a été également pendant longtemps un célèbre restaurant à Paris, 6 rue de la Pépinière, à deux pas de la gare Saint-Lazare. Il est cité dans le Journal parisien de Ernst Jünger et dans le roman Votez Bérurier de la série de San-Antonio par Frédéric Dard. Il a fermé à la fin des années 1970.